# Mary Berry (cuoca)
Dame Mary-Rosa Alleyne Berry (Bath, 24 marzo 1935) è una cuoca, scrittrice e conduttrice televisiva inglese.

## Biografia
Berry è nata a Bath, nel Somerset, nel 1935, ed è figlia di Alleyne William Steward Berry (1904-1989), che fu sindaco di Bath, e di sua moglie Margaret. Berry si formò presso la scuola di cucina Le Cordon Bleu di Parigi e all'Università di Bath.
Dal 2010 al 2016 divenne la giurata della serie televisiva BBC The Great British Bake Off.
Nel 2012 Mary Berry venne insignita del titolo di Commendatore dell'Ordine dell'Impero Britannico (CBE) per i suoi contributi nel campo delle arti culinarie.
Dal 2014 gestisce il programma televisivo Mary Berry Cooks.
Nel 2017 ricevette il TV Choice Award per lo "straordinario contributo alla televisione".
Venne nominata Dame Commander dell'Ordine dell'Impero Britannico nel 2020.
Berry ha anche pubblicato più 75 libri di cucina tra cui The Hamlyn All Colour Cookbook (1970) e Mary Berry's Baking Bible (2009).

## Vita privata
All'età di 13 anni, Berry contrasse la poliomielite, che le provocò una deformazione della colonna vertebrale e le indebolì permanentemente il braccio sinistro e la mano.
Mary Berry sposò Paul John March Hunnings nel 1966 e con lui ebbe tre figli, di cui due maschi e una femmina. Il figlio più giovane morì nel 1989, all'età di diciannove anni, in un incidente d'auto. Berry fa parte dell'organizzazione benefica Child Bereavement UK, nata per dare supporto psicologico ai più piccoli in lutto e alle famiglie che hanno perso dei bambini.

## Televisione
- The Great British Bake Off (2010-2016)
- The Mary Berry Story (2013)
- Mary Berry Cooks (2014)
- Mary Berry's Absolute Favourites (2015)
- Mary Berry's Foolproof Cooking (2016)
- Mary Berry Everyday (2017)
- Classic Mary Berry (2018)
- Britain's Best Home Cook (2018–in corso)
- Mary Berry's Quick Cooking (2019)
- A Berry Royal Christmas (2019)
- Mary Berry's Simple Comforts (2020)